# Cratere Hokioi
Hokioi è un cratere sulla superficie di Bennu.